# بولشایا توورا
بولشایا توورا (به لاتین: Bolshaya Tovra) یک منطقهٔ مسکونی در روسیه است که در استان آرخانگلسک واقع شده‌است.